# Iduna (állatnem)
Az Iduna a madarak osztályának verébalakúak (Passeriformes) rendjébe és a nádiposzátafélék (Acrocephalidae) családjába tartozó nem.

## Rendszerezésük
A nemet Alexander Keyserling és Johann Heinrich Blasius írták le 1840-ben, az alábbi fajok tartoznak ide:
- kis geze (Iduna caligata)
- keleti kis geze (Iduna rama)
- halvány geze (Iduna pallida)
- spanyol geze (Iduna opaca)
- csattanó nádiposzáta (Iduna natalensis)
- bambusz-nádiposzáta (Iduna similis)